# Монастырь Рмань
Монастырь Рмань (серб. Манастир Рмањ, босн. и хорв. Manastir Rmanj) в честь Святого Николая  — монастырь Бихачско-Петровацкой епархии Сербской православной церкви в селе Мартин-Брод, общины Бихач, Унско-Санского кантона, Федерации Боснии и Герцеговины. 

## История
Согласно народному преданию, монастырь был основан Катериной Бранкович, дочерью сербского деспота Георгия Бранковича и женой графа Ульриха II Цельского, в 1443 году. Первое письменное упоминание датируется 1498 годом. В начале XVII века монастырь стал резиденцией Дабро-Боснийкого митрополита.
Хронография разрушений монастыря:
| Разрушение          | Комментарий |
| ------------------- | --- |
| 1563 года           | Разрушен турками. Восстановлен в 1608 и 1632—1633 годах. |
| 1638 года           | Разрушен турками. |
| 1661 года           | Сожжён турками. |
| 1785 года           | Сожжён турками. Восстановлен в 1863 году. |
| 1876 года           | Сожжён турками. Восстановлен в 1883 году купцом Гавро Вуковичем. |
| 23 апреля 1944 года | В монастыре располагался партизанский госпиталь, уничтоженный бомбардировками Люфтваффе. Восстановлен в 1974 году усилиями епископа Стефана (Боци).                               |
| 1995 года           | Во время операции «Буря» монастырь был занят хорватскими войсками. Братия оставила Рмань, а храм был заминирован и осквернён хорватами. В 1998—2001 годах монастырь был отстроен. |